# Баккара (Мёрт и Мозель)
Баккара́ (фр. Baccarat) — коммуна во французском департаменте Мёрт и Мозель, региона Лотарингия. Центр одноимённого кантона. Здесь находится знаменитое стекольное производство хрусталя Баккара, основанное в 1764 году.

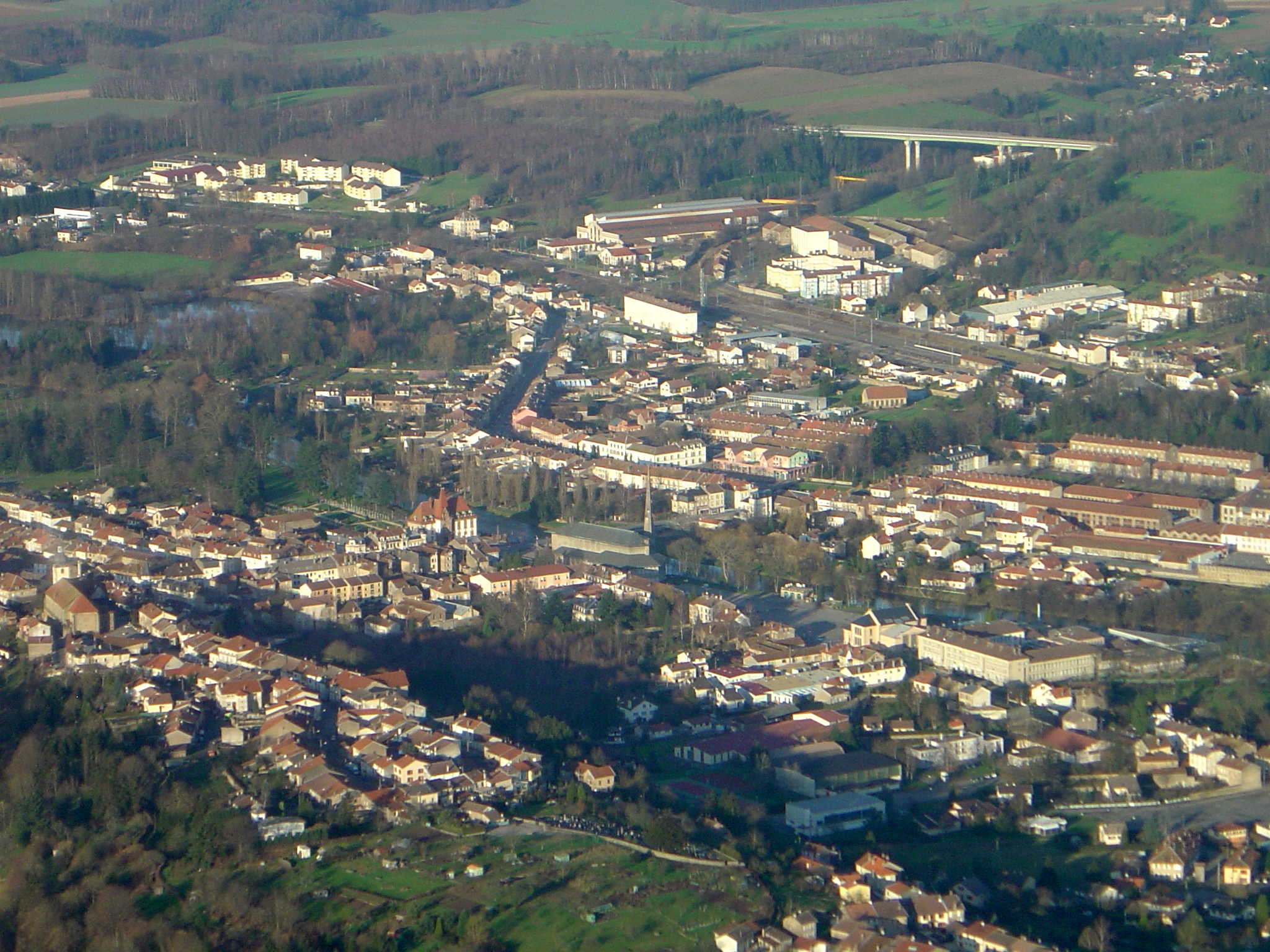
Баккара с высоты птичьего полёта.

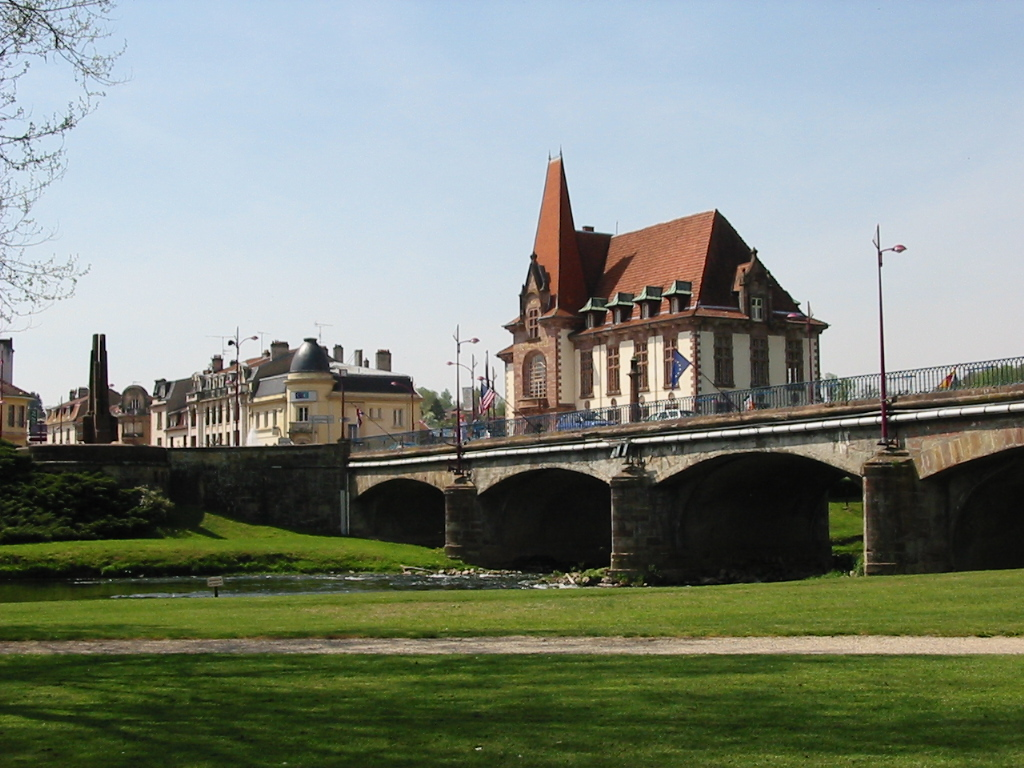
Баккара. Здание мэрии.

## География
Баккара расположена в 50 км к юго-востоку от Нанси. Соседние коммуны: Желакур на севере, Мервиллер и Вене на северо-востоке, Бертришам и Лашапель на юго-востоке, Фонтенуа-ла-Жут на западе, Глонвиль и Азерай на северо-западе.

## Демография
Население коммуны на 2010 год составляло 4656 человек.
| 1962 | 1968 | 1975 | 1982 | 1990 | 1999 | 2010 |
| ---- | ---- | ---- | ---- | ---- | ---- | ---- |
| 6067 | 5856 | 5590 | 5433 | 5022 | 4744 | 4656 |